# 小行星7768
小行星7768（英語：7768）是一颗围绕太阳公转的小行星。1991年9月16日，亨利·E·霍爾特在帕洛马山发现了此天体。
这颗小行星的绝对星等为154.907657873227等。